# 锐叶柃木
锐叶柃木（学名：Eurya acuminata）为茶科柃木属下的一个种。

## 扩展阅读
- 維基物種上的相關：锐叶柃木